# Église Saint-Rémi de Verneuil-sur-Serre
L'église Saint-Rémi est une église située à Verneuil-sur-Serre, en France.

## Localisation
L'église est située sur la commune de Verneuil-sur-Serre, dans le département de l'Aisne.